# Гірнича промисловість Уганди
Гірнича промисловість Уганди

## Загальна характеристика
В Уганді видобувають мідні та вольфрамові руди, фосфати. Річні темпи зростання сектора в період 1994–1998 коливалися в межах 9,1-50,2%. У 1998 р. в Уганді активно діяло 30 іноземних інвесторів, що володіли 120 геологорозвідувальними і гірничими ліцензіями. Уряд Уганди в гірничодобувній галузі проводить політику підтримки малих гірничих виробництв, фірм і компаній, що повинно сприяти залученню інвестицій в гірничу галузь.
Розвиток гірничого сектора в Уганді протягом багатьох років стримувався політичною нестабільністю, але за останнє десятиріччя (1991–2001) спостерігався його прогрес. Однак, існує певна проблема, пов'язана з виконанням міжнародних правових норм щодо придбання і використання (в тому числі продажу) мінеральної сировини, зокрема золота, кобальту, колумбіту, танталіту, алмазів, міді тощо. У міжнародних організацій (ООН та інш.) є певні претензії в цьому плані щодо «перетікання» мінералів в Уганду з Демократичної Республіки Конго (DRC).
Сума мінерального експорту на межі ХХ-XXI ст. зростає. У 2000 р вона становила USh120 млрд проти USh77.7 млрд в 1999. При цьому експорт золота в 2000 становив USh98.9 млрд. (7 т золота), порівняно з 5.5 т в 1999.

## Окремі галузі
Золото. На початку XXI ст. спостерігалося деяке пожвавлення в галузі власного золотовидобутку Уганди. В 1994 компанія Busitema Mining Co. розпочала дослідження на золото в селі Tira і в районі Busia, побудувала розвідувальні виробки — 300 м тунель на глибині 54 м. Компанія планує розпочати комерційний видобуток золота в 2002. Акціонери компаній Kassese Cobalt Company Ltd. (KCCL) та Banff Resources of Canada схиляються до переорієнтації діяльності фірм на золотовидобуток (Banff втратила до US$1 млн у зв'язку зі зниженням цін на кобальт).
Виробництво кобальту. У 1998 р. продовжувалося будівництво кобальтового заводу на хвостах збагачення погашеного підприємства Kasese [Mining J. — 1999. — Annual Rev. — Р. 98]. У 1999 (початок видобутку кобальту) його виробництво склало 69.5 т, у 2000–394.7 т, повні виробничі потужності — 1000 т/рік. У грошовому виразі прибуток від кобальтового виробництва у 1999 р. становив USh3.44 млрд, а у 2000 — USh20.7 млрд. Планується щорічно біо-вилуговуванням добувати до 1 тис. т кобальту з відвалів, що утворилися за багато років видобутку мідного піриту. Разом з тим, низькі ціни на світових кобальтових ринках стимулюють згортання виробництва та переорієнтацію фірм в Уганді на інші корисні копалини копалини.
Вольфрам. Третя важлива експортна сировина після золота та кобальту — руди вольфраму. У 2000 р. в цій галузі відбувся стрибок на 1500%: з USh31.5 млн продажу W-руд в 1999 до USh496 млн в 2000.
Мідь. Родовища мідної руди в гірському масиві Рувензорі інтенсивно розроблялися до 1979, поки роботи не були припинені через падіння світових цін на мідь і нестабільну обстановку в період правління Аміна. У 1970 було вироблено 17 тис. т міді. У 1998 міднорудне підприємство Kilembe залишалося на консервації.
Залізна руда. Провідна компанія галузі — Muko Iron Ore Development Co. з бюджетом USh1.4 млрд здійснює видобуток в районі Муко (Muko) і Кабале (Kabale). Залізна руда призначена для внутрішнього споживання і на експорт.
Фосфати. Канадська компанія IBI Corporation дістала право на розробку і планує освоєння родовища фосфатів в Уганді. Воно було відкрите в 1929 р., і за період 1945–1963 рр. тут видобуто 62 тис. т руди. Проте родовище вивчене надто слабко. Запаси його невеликі — бл. 3 млн т руди містять 11% P2O5, інші — в середньому 15%. Продукція рудника буде використовуватися для місцевих потреб.
Новий проект у видобутку та переробці фосфатів на початку XXI ст. здійснює компанія Madhvani International разом з компаніями Foskor (ПАР) та Rhodia Chimie (Франція).
Алмази. Уганда віднесена до категорії «сенситивних» щодо експорту алмазів, тобто країн до яких потрібна підвищена увага. Країнам-імпортерам рекомендовано ретельно перевіряти експортні документи на алмази з цих країн і у разі виникнення сумнівів в походженні алмазів затримувати їх для перевірки.
Вуглеводні. В Уганді відсутня нафтопереробна промисловість. У 1996 імпорт нафтопродуктів обійшовся країні в 91 млн дол. Внаслідок ГРР очікується відкриття першої продуктивної нафтової свердловини в 2004–2005 рр. Нафтопровід Кенія-Уганда, який буде побудовано в 2002–2005 рр. покращить забезпечення країни нафтою.
В кінці ХХ ст. у півд.-західній частині країни в незначних масштабах розроблялися родовища інших корисних копалин.